# Clacy-et-Thierret

Clacy-et-Thierret este o comună în departamentul Aisne din nordul Franței. În 1 ianuarie 2022 avea o populație de 294 de locuitori.